# Civilization V
Sid Meier’s Civilization V ist ein Globalstrategiespiel und der fünfte Teil der Civilization-Reihe. Es wurde von Firaxis Games entwickelt und im September 2010 für Microsoft Windows veröffentlicht. Im November 2010 erschien eine Version für OS X und im Juni 2014 für Linux. Mit Civilization VI erschien 2016 ein Nachfolger.

## Spielprinzip
Civilization V ist ein rundenbasiertes Strategiespiel, bei dem jeder Spieler den Anführer einer Zivilisation repräsentiert und ihr Wachstum über Jahrtausende lenken muss. Das Spiel beginnt mit der Gründung einer kleinen Siedlung und endet, nachdem eine der Siegbedingungen erreicht wurde oder die Anzahl der Spielzüge abgelaufen ist. In diesem Fall wird die Zivilisation mit den höchsten Punktzahlen basierend auf mehreren Faktoren wie Bevölkerung, Land, technologischem Fortschritt und kultureller Entwicklung zum Gewinner erklärt.
Im fünften Teil der Reihe kommt anstelle des quadratischen Spielfeldrasters erstmals ein Spielbrett aus Hexagonen zum Einsatz. Neu eingeführt wurden zudem Stadtstaaten, computergesteuerte Ein-Stadt-Nationen, die nicht um den Sieg spielen. Infrastruktur und die meisten Gebäude und Modernisierungen kosten je Spielzug Unterhalt und Unzufriedenheit macht sich in der Bevölkerung allein durch zu schnelles Wachstum der eigenen Zivilisation breit.

## Rezeption
Michael Wieczorek von Golem.de lobt, dass „die neuen Ideen in Civilization 5, von den Naturwundern bis zu den Stadtstaaten, überzeugen.“ Er bemängelt jedoch, dass die „Religionen mit ihren Missionaren … die Luftverschmutzung der Industriestädte oder Spione“ vermisst würden.
GameStar bewertet das Spiel mit 86 von 100 Punkten und Redakteur Christian Schmidt stellt fest, dass die Entwickler „den Mut bewiesen, das Spielprinzip der Serie an einigen Stellen radikal zu vereinfachen, um dadurch grundsätzlichen Entscheidungen mehr Bedeutung zu verleihen.“ Dennoch bleibe es „ein komplexes Spiel, in den Kämpfen sogar taktischer als je zuvor“. Michael Graf lobt das „neue Kampfsystem“ ebenfalls, bemängelt allerdings, dass er „viele Änderungen“ für „fragwürdig“ hält, wie das unveränderbare Sozialsystem und die Stadtstaaten, die „kaum mehr als Statisten“ seien. Er vermisse „das Religions- und das Gesundheitssystem“ und die daraus resultierende Tiefe. Graf befindet den vierten als den besten Serienteil von Civilization.
Civilization V war zeitweise eines der erfolgreichsten Spiele auf Steam, das nicht von Steam-Betreiber Valve stammt. Es war zeitweise das meistgespielte Spiel, das nicht von Valve selber stammt und fünfmeistgespielte insgesamt. Bis April 2014 wurde das Spiel 5,8 Millionen Mal bei Steam registriert, und wurde von seinen Nutzern durchschnittlich 127 Stunden bei einem Median von 29 Stunden gespielt.

### Auszeichnungen
Von der British Academy of Film and Television Arts ist Civilization V als bestes Strategiespiel 2011 ausgezeichnet worden.

## Zusatzinhalte
Nach diversen kleineren Erweiterungen, die nur als DLC verfügbar waren und lediglich einzelne spielbare Zivilisationen, Szenarien oder vorgefertigte Karten enthielten, wurde die erste größere Erweiterung Gods and Kings veröffentlicht.

### Gods & Kings
Gods & Kings wurde am 22. Juni 2012 von 2K veröffentlicht. Es enthält folgende Inhalte:
- Religionen
- Spionage
- 9 neue Zivilisationen, u. a. die Kelten, die Karthager, die Niederländer, die Maya und die Österreicher
- 9 neue Weltwunder, darunter das Schloss Neuschwanstein und das Hubble-Weltraumteleskop
- 27 neue Einheiten
- 13 neue Gebäude
- 4 neue Naturwunder, etwa der Uluru und der Berg Sinai
- 2 neue Arten Stadtstaaten (religiös und kaufmännisch)
- überarbeitetes Kampfsystem (bspw. Trefferpunkte von 10 auf 100 angehoben)
- 3 neue Szenarien: Der Fall Roms, In die Renaissance und Reich der rauchenden Lüfte

### Brave New World
Am 12. Juli 2013 erfolgte die Veröffentlichung des zweiten Zusatzpakets Brave New World. Hinzu kamen:
- drei Ideologiebäume mit jeweils drei Stufen für verschiedene Siegvarianten
- zwei Sozialpolitiken (Erkundung und Ästhetik)
- Weltkongress (später UN) mit weltweiten Resolutionen
- internationales Handelssystem mit automatisierten Handelsrouten
- Kultursieg und Kulturkampf auf Basis von Kulturgütern (Meisterwerken)
- Ertragsart Tourismus auf Basis von Kulturgütern (Meisterwerken)
- neun neue Nationen/Oberhäupter (Assyrien, Brasilien, Indonesien, Marokko, Polen, Portugal, Shoshone, Venedig, Zulu)
- acht neue Weltwunder (Borobudur, Broadway, Globe Theatre, Internationale Raumstation, Parthenon, Prora, Rotes Fort, Uffizien)
- neue Naturwunder, Einheiten, Stadt- und Geländeeinrichtungen
- zwei neue Szenarien (Kolonialzeit, Amerikanischer Bürgerkrieg)
- Computer-KI mit besserem „Gedächtnis“ und nachvollziehbareren Handlungen
- verbesserter Mehrspieler-Modus mit neuen Spielarten und „Pitboss“